# Comuna Novoandriivka, Simferopol
Novoandriivka (în ucraineană Новоандріївка) este o comună în raionul Simferopol, Republica Autonomă Crimeea, Ucraina, formată din satele Harîtonivka, Novoandriivka (reședința) și Suhoricicea.

## Demografie
Componența lingvistică a comunei Novoandriivka
     Rusă (74,47%)
     Ucraineană (19,25%)
     Tătară crimeeană (5,39%)
     Alte limbi (0,62%)
Conform recensământului din 2001, majoritatea populației comunei Novoandriivka era vorbitoare de rusă (74,47%), existând în minoritate și vorbitori de ucraineană (19,25%) și tătară crimeeană (5,39%).